# 音乐自律论
音乐自律论是18世纪和19世纪西方音乐美学理论中的两大流派之一。另一个流派是他律论音乐美学。
这一流派以奥地利音乐理论家爱德华·汉斯立克为代表，他在《论音乐的美》一书中认为：“音乐的美是一种不依附，不需要外来内容的美，音乐只是乐音的运动形式，情感的表现不是音乐的内容，音乐也不是必须以情感为对象，音乐不描写任何情感。”实际上，汉斯立克主张音乐的美来自于音乐本身，与其表达的情感和内容无关。因此，他又说：“音乐的原始要素是和谐的声音，它的本质是节奏。”
由于这一流派强调音乐的美是一种乐音的形式组合，所以，这种理论被人称之为形式主义音乐理论。这一派还认为歌曲不在音乐之列，因为歌词影响了音乐的规律。
这一理论遭到了持音乐他律论理论家们的强烈反对。